# Marc Burch
 Marc Burch  (Cincinnati, Ohio, Estados Unidos; 7 de mayo de 1984) es un exfutbolista estadounidense. Jugaba como defensa.
Anunció su retiro en octubre de 2020.

## Clubes
| Club               | País           | Año       |
| ------------------ | -------------- | --------- |
| Los Angeles Galaxy | Estados Unidos | 2006      |
| Columbus Crew      | Estados Unidos | 2006      |
| D.C. United        | Estados Unidos | 2007-2011 |
| Seattle Sounders   | Estados Unidos | 2012-2013 |
| Colorado Rapids    | Estados Unidos | 2014-2017 |
| Minnesota United   | Estados Unidos | 2017-2018 |
| Memphis 901        | Estados Unidos | 2019-2020 |

## Palmarés

### Campeonatos nacionales
| Título                   | Club        | País           | Año  |
| ------------------------ | ----------- | -------------- | ---- |
| MLS Supporters' Shield   | D.C. United | Estados Unidos | 2007 |
| Lamar Hunt U.S. Open Cup | D.C. United | Estados Unidos | 2008 |